# Cotão
Cotão é o nome comum dado às acumulações visíveis de fibras têxteis e outros materiais, geralmente encontrados na roupa e em torno da roupa. Certos materiais utilizados no fabrico de vestuário, como algodão, linho e lã, contêm numerosas fibras muito curtas, agrupadas. Durante o desgaste normal, estas fibras podem separar-se ou ser sacudidas da tecelagem da qual fazem parte. Esta é a razão pela qual artigos fortemente usados como camisas e toalhas se tornam mais finos ao longo do tempo, e por que estas partículas se acumulam num secador de roupa.
Devido à sua área de baixa superfície, o aperto estático causa fibras que se separaram de uma peça de roupa para continuar a colar-se umas às outras e a esse artigo, ou a outras superfícies com as quais entram em contacto. Outras pequenas fibras ou partículas também se acumulam com estas fibras de roupa, incluindo cabelo humano e animal e células da pele, fibras vegetais, e pólen, poeira e microorganismos. O cotão é composto por fios de variadas cores, que misturam matizes e podem parecer um cinzento uniforme.

## Cotão do umbigo
[carece de fontes?] ou flunfa é a acumulação de fibras soltas no umbigo.

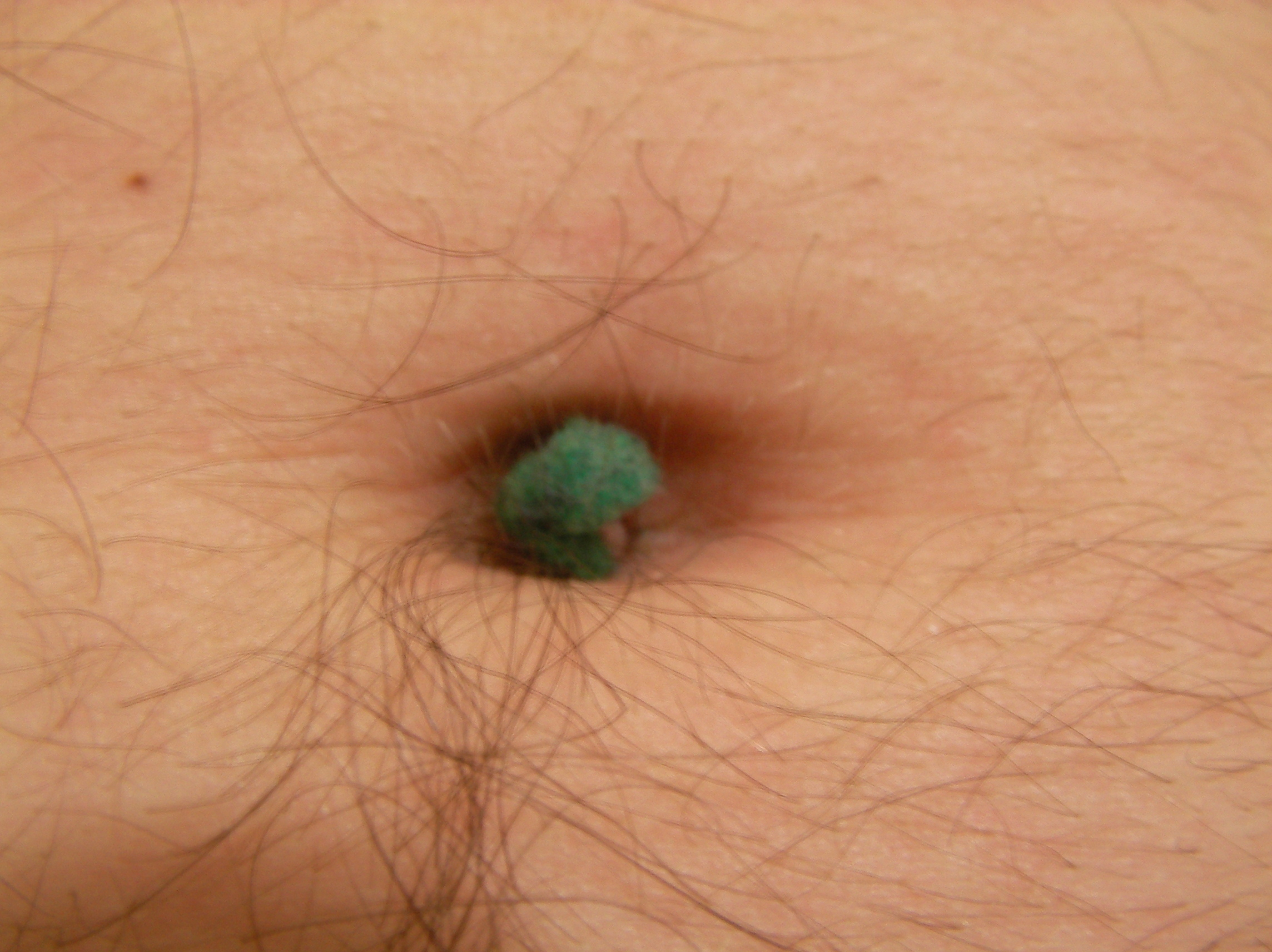
Bola de cotão no umbigo.

Muita gente constata que, e no fim de cada dia, possui uma pequena bola de cotão no umbigo. O porquê disso foi objeto de conjeturas durante muitos anos, até que, em 2001, o Dr. Karl Kruszelnicki da Universidade de Sydney (Austrália) realizou uma pesquisa sistemática para obter dados sobre o cotão do umbigo,. As suas principais conclusões foram:
- O cotão do umbigo consiste principalmente de fibras das roupas, misturadas com pele morta e alguns pêlos.
- O cotão desloca-se de baixo para cima e não no sentido contrário como seria mais "verossímil". O processo é resultante da fricção do pêlo corporal com a roupa interior, que arrasta as fibras soltas para o umbigo.
- As mulheres têm menos cotão no umbigo devido ao seu pêlo corporal ser mais fino e curto. Pelo mesmo motivo, os homens mais velhos, por terem pêlos mais ásperos e numerosos, acumulam uma maior quantidade de cotão.
- A coloração azul deve-se à existência de fibras azuis na maior parte das peças de vestuário.
- A existência de cotão no umbigo não traz nenhum perigo para a saúde humana.

A dedicação do doutor Kruszelnicki à solução desse questionamento valeu-lhe o prémio Ig Nobel da Investigação Interdisciplinar no ano de 2002.
Graham Barker, de Perth (Austrália), figura no Guinness Book of Records por acumular a maior quantidade de cotão no umbigo. Colecionou a sua própria penugem quase todos os dias desde 17 de janeiro de 1984, e produz cerca de 3,03 miligramas por dia. Ao contrário do que diz o estudo do doutor Kruszelnicki, a sua penugem tem um tom mais avermelhado, apesar de não costumar usar roupa vermelha.

## Cotão dos bolsos
O cotão dos bolsos é formado por detritos, incluindo pedaços de tecido, bem como pequenos pedaços de papel e tecido que são frequentemente encontrados nos bolsos das calças. Pode por vezes ser causado por passar a roupa através de uma máquina de lavar roupa uma ou mais vezes, fazendo com que o revestimento do bolso ou o conteúdo se compactem e triturem.
Como o cotão dos bolsos é uma amálgama do conteúdo dos bolsos,este pode ser útil para determinar se fármacos foram previamente armazenados nos bolsos, testando-o com vários testes de fármacos. Numa situação de sobrevivência, o cotão de bolso pode ser usado como material para atear um fogo.